# Vale dos Vinhedos
Vale dos Vinhedos (que significa valle de los viñedos) es una indicación geográfica brasileña para vinos finos y al mismo tiempo una región vinícola establecida por orden ministerial. Está localizada en la Sierra Gaúcha, entre los municipios de Bento Gonçalves, Garibaldi y Monte Belo do Sul, en el estado de Rio Grande do Sul.
Establecida en 2002, es la primera indicación de procedencia vinícola reconocida en Brasil y como tal está reglamentada por un consejo regulador. Produce vinos de calidad y vinos espumosos, que deben ser elaborados a base de variedades cultivadas y transformadas en la región. Entre otras, se cultivan Cabernet Sauvignon, Chardonnay, Tannat y Merlot.
El valle tiene una superficie total de 83.123 km², de los que un 26% corresponde a terrenos ocupados por viñedos. La altitud media es de 743 m s. n. m. y las temperaturas medias varían entre los 16º y 18 °C. 
La región fue colonizada a partir de 1875 por inmigrantes italianos procedentes de Trento y Véneto principalmente, quienes introdujeron el cultivo de la vid.